# Straße der Romanik

Logo

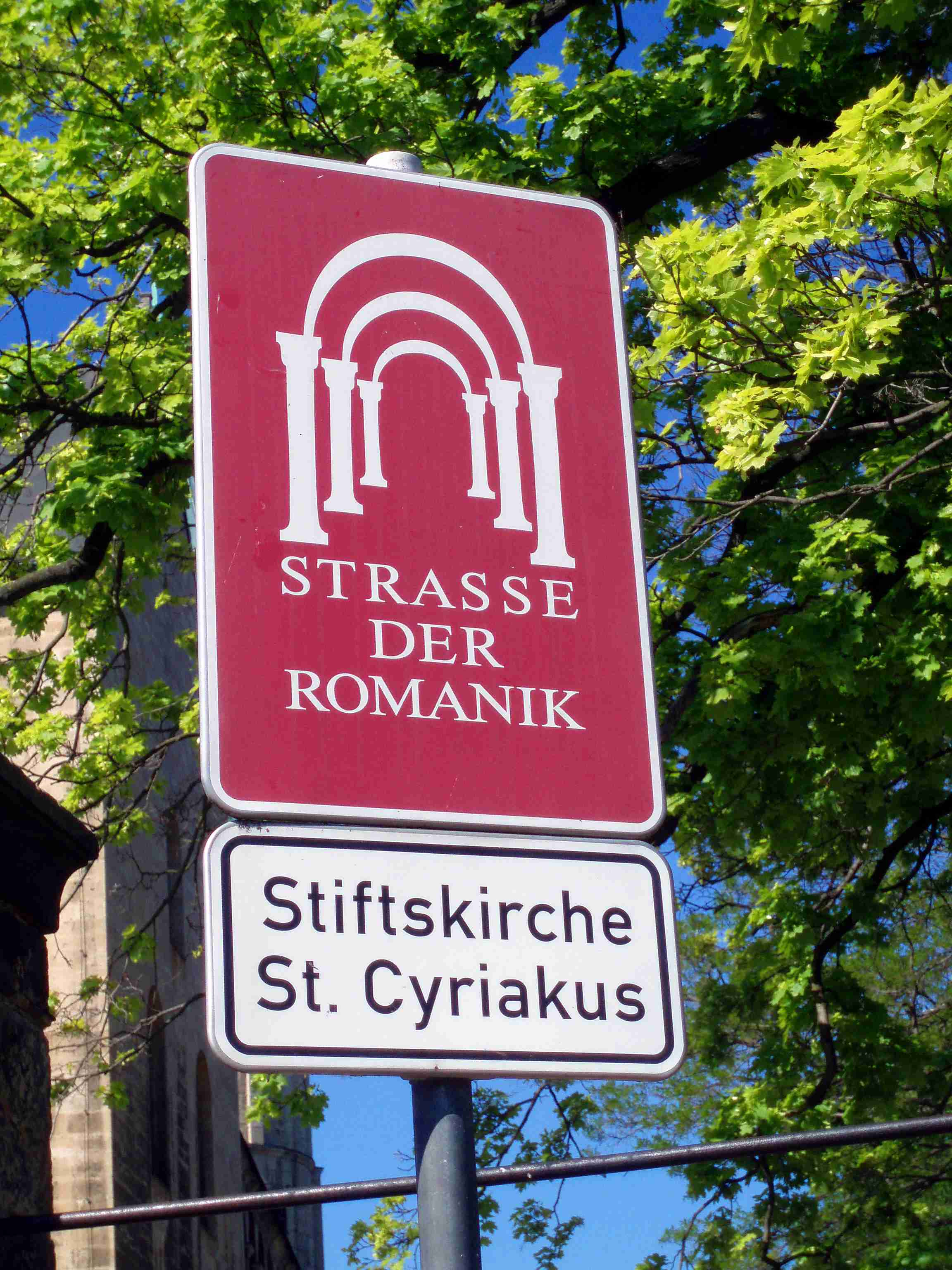
Kennzeichnungsschild in Gernrode

Die Straße der Romanik verläuft als Ferienstraße durch Sachsen-Anhalt in Deutschland. Die Straße der Romanik ist Teil der Transromanica, zu der Stationen in Deutschland (Sachsen-Anhalt und Thüringen), Frankreich, Italien, Österreich, Portugal, Serbien, der Slowakei und Spanien gehören. Im Jahr 2006 wurde die Transromanica vom Europarat zur Europäischen Kulturstraße ernannt.

## Geschichte
Die Idee zur Schaffung der Straße entstand 1991 und wurde 1993 umgesetzt. Anlass dazu bot die Vielzahl an romanischen Bauwerken aus der Zeit des Mittelalters in Sachsen-Anhalt mit seiner zentralen Lage in Deutschland. Laut den Initiatoren besuchen jährlich eine Million Menschen Einrichtungen an der Straße der Romanik.

## Verlauf

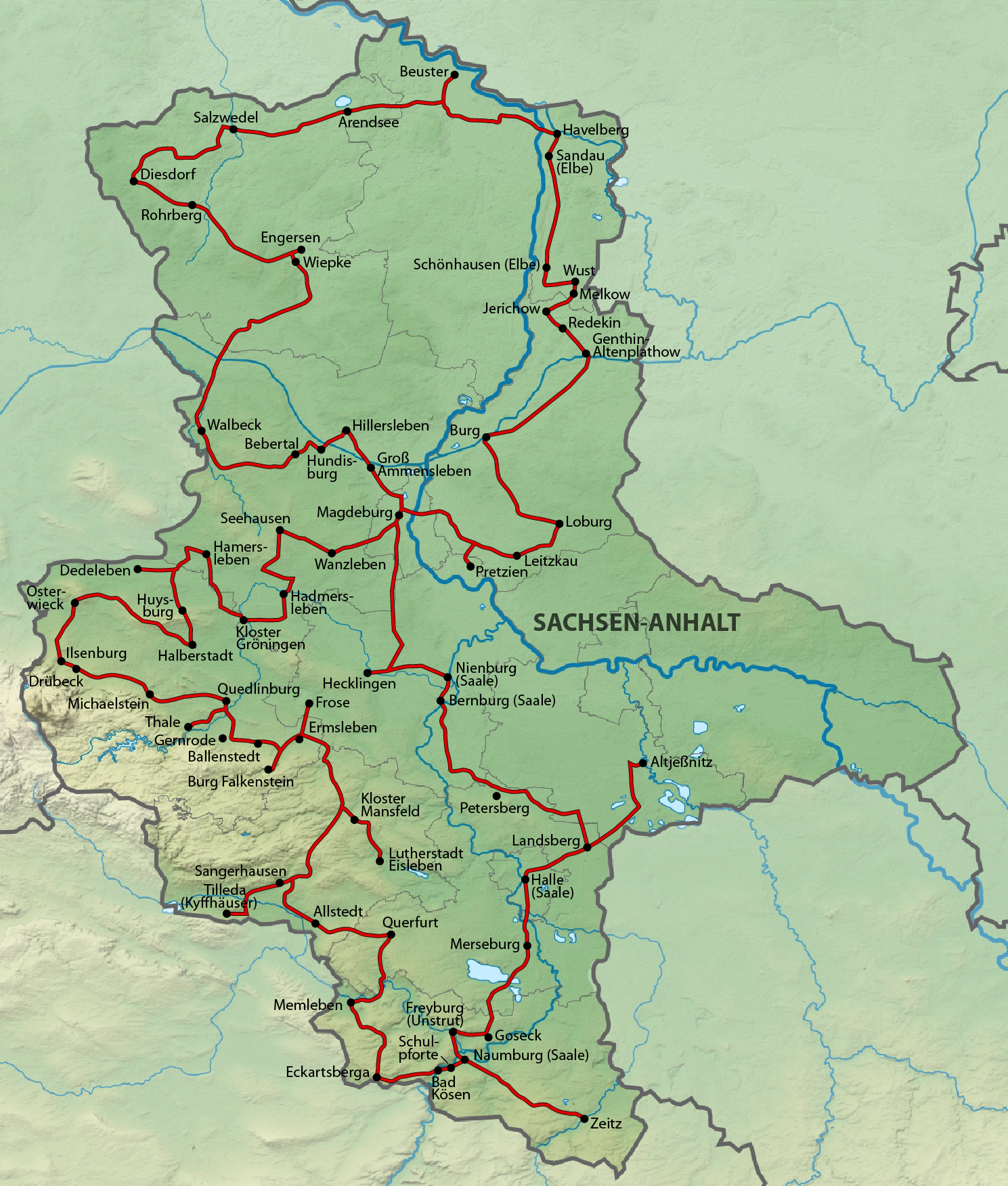
Verlauf der Straße der Romanik

Die Straße der Romanik verläuft in Form einer Acht, wobei sich im Zentrum die Landeshauptstadt Magdeburg befindet. Die Straße verbindet die Dome, Burgen, Klöster und Kirchen, die in der Zeit vom 10. bis Mitte des 13. Jahrhunderts entstanden sind und somit ein Zeichen der Christianisierung darstellen. Die Gesamtlänge der Strecke beträgt rund 1200 Kilometer. An ihr liegen 88 romanische Objekte in 65 Orten.
Darüber hinaus gibt es in der Region noch zahlreiche weitere romanische Dorfkirchen, die teilweise ebenso beachtenswert wie die hier aufgeführten Beispiele sind, jedoch entweder schwer erreichbar oder im Erhaltungszustand gefährdet sind, wie etwa die Dorfkirche Groß Möringen, die Dorfkirche Giesenslage oder die Dorfkirche Großwulkow sowie viele andere.

### Nordroute
| Ort                 | Sehenswürdigkeit                                                       | Bild |
| ------------------- | ---------------------------------------------------------------------- | ---- |
| Magdeburg           | Ostteile des Doms (13. Jh.) (Lage)                                     |      |
| Magdeburg           | Kloster Unser Lieben Frauen (11. Jh.) (Lage)                           |      |
| Magdeburg           | St. Petri (1150) (Lage)                                                |      |
| Magdeburg           | St. Sebastian (11. Jh.) (Lage)                                         |      |
| Groß Ammensleben    | Benediktinerkloster (1129) (Lage)                                      |      |
| Hillersleben        | Benediktiner-Nonnenkloster (10. Jh.) (Lage)                            |      |
| Hundisburg          | Ruine Nordhusen (12. Jh.) (Lage)                                       |      |
| Bebertal            | Friedhofskapelle Bebertal (10. Jh.) (Lage)                             |      |
| Walbeck             | Ruine der Stiftskirche St. Marien (10. Jh.)                            |      |
| Walbeck             | Sarkophag Graf Lothars II. (10. Jh.) in der Dorfkirche                 |      |
| Wiepke              | Dorfkirche (12. Jh.) (Lage)                                            |      |
| Engersen            | Dorfkirche (13. Jh.)                                                   |      |
| Rohrberg            | Dorfkirche (12. Jh.)                                                   |      |
| Diesdorf            | Augustiner-Chorherren- und Nonnenklosterkirche (1161)                  |      |
| Salzwedel           | Lorenzkirche (13. Jh.)                                                 |      |
| Arendsee (Altmark)  | Benediktiner-Nonnenkloster (1184)                                      |      |
| Beuster             | Stiftskirche St. Nikolaus (Backstein, 12. Jh.)                         |      |
| Seehausen (Altmark) | Stadtkirche St. Petri (Westbau, Backstein, mit reichem Portal um 1220) |      |
| Havelberg           | Dom St. Marien (1150)                                                  |      |
| Sandau (Elbe)       | Pfarrkirche St. Laurentius und St. Nikolaus (1200)                     |      |
| Schönhausen (Elbe)  | St. Marien und Willebrord (1212)                                       |      |
| Wust                | Dorfkirche (12. Jh.)                                                   |      |
| Melkow              | Dorfkirche (12. Jh.)                                                   |      |
| Jerichow            | Prämonstratenserstift (12. Jh.)                                        |      |
| Jerichow            | Stadtkirche (13. Jh.)                                                  |      |
| Redekin             | Dorfkirche (12. Jh.) (Lage)                                            |      |
| Altenplathow        | Figurengrabstein (1170) in der Dorfkirche Altenplathow                 |      |
| Burg                | Oberkirche Unser Lieben Frauen (13. Jh.)                               |      |
| Burg                | Unterkirche St. Nicolai (1196)                                         |      |
| Loburg              | Kirchenruine Unser Lieben Frauen (1190)                                |      |
| Leitzkau            | Dorfkirche St. Petri (12. Jh.)                                         |      |
| Leitzkau            | Klosterkirche St. Maria (Weihe 1155)                                   |      |
| Pretzien            | Dorfkirche St. Thomas (1140)                                           |      |

### Südroute
| Ort                  | Sehenswürdigkeit                                                   | Bild |
| -------------------- | ------------------------------------------------------------------ | ---- |
| Wanzleben            | Burg Wanzleben (896)                                               |      |
| Seehausen (Börde)    | Kirche St. Paul (frühes 12. Jh.)                                   |      |
| Hadmersleben         | Benediktinerinnenkloster St. Peter und Paul (10. bis 12. Jh.)      |      |
| Gröningen            | Klosterkirche St. Vitus (10. Jh.)                                  |      |
| Hamersleben          | Stiftskirche St. Pankratius (um 1110)                              |      |
| Dedeleben            | Wasserschloss Westerburg                                           |      |
| Huysburg             | Kloster Huysburg, Benediktinerpriorat St. Marien (1121)            |      |
| Halberstadt          | Dom und Domschatz                                                  |      |
| Halberstadt          | Liebfrauenkirche (Anfang 11. Jh.)                                  |      |
| Osterwieck           | Stadtkirche St. Stephani                                           |      |
| Ilsenburg (Harz)     | Benediktinerkloster St. Peter und Paul (11. Jh.)                   |      |
| Drübeck              | Benediktinerinnenkloster St. Vitus (11./12. Jh.)                   |      |
| Wernigerode          | St.-Johannis-Kirche                                                |      |
| Blankenburg          | Zisterzienserkloster Michaelstein (Mitte 12. Jh.)                  |      |
| Quedlinburg          | Stiftskirche St. Servatius                                         |      |
| Quedlinburg          | Basilika St. Wiperti (um 950)                                      |      |
| Quedlinburg          | St. Marien                                                         |      |
| Thale                | Kanonissenstift Kloster Wendhusen (825)                            |      |
| Gernrode             | Stiftskirche St. Cyriakus (Anfang 10. Jh.)                         |      |
| Ballenstedt          | Benediktinerkloster St. Pankratius und Abandus                     |      |
| Falkenstein/Harz     | Burg Falkenstein (1120)                                            |      |
| Ermsleben            | Konradsburg bzw. Klosterkirche St. Sixtus (11. Jh.)                |      |
| Frose                | Stiftskirche St. Cyriakus (um 1170)                                |      |
| Klostermansfeld      | Benediktinerklosterkirche Mariae Himmelfahrt (um 1140)             |      |
| Lutherstadt Eisleben | Zisterzienserinnen-Kloster St. Marien zu Helfta (13. Jh.)          |      |
| Sangerhausen         | Evangelische Pfarrkirche St. Ulrici (um 1100)                      |      |
| Tilleda (Kyffhäuser) | Königspfalz (10. Jh.)                                              |      |
| Allstedt             | Burg und Schloss Allstedt                                          |      |
| Querfurt             | Burg Querfurt (10./11. Jh.)                                        |      |
| Mücheln              | St.-Micheln-Kirche                                                 |      |
| Memleben             | Ruine des Benediktinerklosters St. Marien                          |      |
| Bad Bibra            | Margareten-Kirche zu Steinbach                                     |      |
| Eckartsberga         | Eckartsburg (um 1190)                                              |      |
| Bad Kösen            | Romanisches Haus (um 1040)                                         |      |
| Bad Kösen            | Burg Saaleck und Rudelsburg                                        |      |
| Schulpforte          | Zisterzienserkloster Sanctae Mariae ad Portam                      |      |
| Naumburg (Saale)     | Dom St. Peter und Paul (Krypta 12. Jh.)                            |      |
| Naumburg (Saale)     | Ägidienkurie (13. Jh.)                                             |      |
| Naumburg (Saale)     | St. Lucia in Flemmingen                                            |      |
| Freyburg             | Schloss Neuenburg (um 1090)                                        |      |
| Freyburg             | Stadtkirche St. Marien (13. Jh.)                                   |      |
| Freyburg             | Klosterkirche Zscheiplitz                                          |      |
| Goseck               | Schloss Goseck (Klosterkirche, Chor und Krypta 11. Jh.)            |      |
| Schönburg            | Burg Schönburg                                                     |      |
| Zeitz                | Dom St. Peter und Paul (11. Jh.)                                   |      |
| Merseburg            | Dom St. Johannes und Laurentius (1015–1021)                        |      |
| Merseburg            | Neumarktkirche St. Thomas Cantuariensis (12. Jh.)                  |      |
| Halle                | Burg Giebichenstein (10. Jh.)                                      |      |
| Halle                | Dorfkirche Böllberg (12. Jh.)                                      |      |
| Landsberg            | Doppelkapelle St. Crucis                                           |      |
| Petersberg           | Augustinerstiftskirche St. Petrus (11. Jh.)                        |      |
| Altjeßnitz           | Dorfkirche Altjeßnitz (um 1200)                                    |      |
| Bernburg (Saale)     | Ortsteil Waldau, Kirche St. Stephani (12. Jh.)                     |      |
| Bernburg (Saale)     | Bergfried des Schlosses Bernburg (Eulenspiegelturm, 12. Jh.)       |      |
| Nienburg             | Klosterkirche St. Marien und St. Cyprian des Klosters Nienburg     |      |
| Hecklingen           | Benediktinerinnen-Klosterkirche St. Georg und Pancratius (um 1150) |      |

- Karte mit allen Koordinaten:
- OSM |
- WikiMap

Mit dem jährlich verliehenen und mit 10.000 Euro dotierten Romanikpreis wird besonderes Engagement zur Belebung und wirtschaftlichen Stärkung der „Straße der Romanik“ im Land Sachsen-Anhalt ausgezeichnet.